# Arkersluis
De Arkersluis is een schutsluis met puntdeuren tussen de buitenhaven en de Arkervaart in de gemeente Nijkerk, CEMT-klasse III.
De sluis is 95 m lang, 9 m breed. Diepte sluisdrempel noordzijde NAP -4 m, zuidzijde NAP -3,50 m. Over het noorderhoofd ligt een ophaalbrug, hoogte in gesloten stand NAP +2,25m
De sluis is per marifoon aan te roepen op kanaal 12.
Het Sluishuis van het voormalige scholtambt Nijkerk heeft dienstgedaan als tolhuis en als sluiswachterswoning.